# Ernst Widmer (Beamter)
Ernst Widmer (* 30. Mai 1903 in Murgenthal; † 3. September 1981 in Bern) war ein Schweizer Zollbeamter.

## Leben

### Familie
Ernst Widmer war der Sohn des Kantonspolizisten Jakob Widmer (* 1870 in Gränichen) und dessen Ehefrau Verena (geb. Stirnemann).
Er war seit dem 11. November 1929 in Windisch mit Klara (* 26. Januar 1905 in Habsburg), Tochter des Landwirts und Gemeinderats Gottfried Riniker (* 17. September 1859 in Habsburg), verheiratet; gemeinsam hatten sie einen Sohn und eine Tochter.

### Werdegang
Ernst Widmer besuchte die Schulen in Gränichen, Koblenz, Zurzach und Baden; seit 1919 erhielt er eine Ausbildung am Aargauer Lehrerseminar Wettingen.
Nach seiner Ausbildung wurde er 1923 Lehrer an der Primarschule in Habsburg.
1928 wurde er als Aspirant im Zolldienst eingestellt und 1932 zum Zollbeamten 1. Klasse ernannt. Von 1933 bis 1937 war er Grenzwachtoffizier, bevor er 1937 Kommandant der Grenzwachtschulen wurde. 1938 erfolgte seine Ernennung zum stellvertretenden Grenzwachtkommandanten und technischen Experten bei der Oberzolldirektion. Nachdem er von 1943 bis 1946 Oberzollinspektor war, wurde er 1946 zum Vizedirektor der Eidgenössischen Zollverwaltung und Chef der allgemeinen Abteilung der Oberzolldirektion und ab 1947 durch den Bundesrat zum Oberzolldirektor berufen, nachdem sein Vorgänger Robert Furrer in den Ruhestand getreten war.
Er hatte seit 1950 den Dienstgrad eines Obersts der Artillerie.
Wegen des Verdachts, dass er Gelder veruntreut und unterschlagen haben soll, wurde 1955 eine Untersuchung gegen Widmer eingeleitet, in deren Folge er am 20. Mai festgenommen wurde. Nach seiner Amtsenthebung (siehe nachfolgender Abschnitt) wurde Charles Lenz, den Widmer im Dezember 1954 in das Amt des Direktors des 6. Zollkreises in Genf eingeführt hatte, sein Nachfolger.

### Strafverfahren
Der ehemalige Leiter der Justizabteilung, Hans Kuhn, wurde mit der weiteren Untersuchung beauftragt; weiterhin wirkte der stellvertretende Bundesanwalt René Dubois, der sich 1957 aufgrund eines Spionageverdachts das Leben nahm, an den Untersuchungen mit. Erstmals wurde der Bundesrat durch Hans Streuli, Chef des Finanzdepartements, über die Ergebnisse der Untersuchung unterrichtet; der Bundesrat beschloss daraufhin am 31. Mai 1955 Widmers Amtsenthebung.
Nach einer weiteren Voruntersuchung durch den Untersuchungsrichter Otto Gloor (1890–1960) wurde vor einem Bundesstrafgericht durch den ständigen Vertreter des Bundesanwaltes für die deutsche Schweiz, Hans Fürst, Präsident des Bezirksgerichts Horgen, im September 1955 Anklage erhoben. Ernst Widmer wurde beschuldigt, Gelder der Zollschule in Liestal, deren Neubau er am 12. Oktober 1949 eingeweiht hatte, veruntreut zu haben.
Am 19. März 1956 begann vor dem Bundesstrafgericht in Bern, mit den Richtern Carlo Pometta, Albert Rais, Theodor Abrecht (1894–1983) und Paul Schwartz (1905–1977), unter dem Vorsitz von Paul Corrodi, die Hauptverhandlung. Widmer wurde angeklagt, von 1943 bis 1954 fortgesetzten und wiederholten Amtsmissbrauch, wiederholte Veruntreuung, Urkundenfälschung und Betrug begangen zu haben.
Nachdem der Staatsanwalt fünfeinhalb Jahre Zuchthausstrafe beantragt hatte, wurde Widmer am 24. März 1956 wegen des fortgesetzten und des wiederholten Amtsmissbrauchs, der fortgesetzten und wiederholten Veruntreuung im Gesamtbetrag von 96'000 Franken, des Betruges und der Urkundenfälschung für schuldig befunden und zu einer vierjährigen Zuchthausstrafe verurteilt.
In der Folge führte das Verfahren gegen Ernst Widmer auch zur vorgezogenen Pensionierung seines Vizedirektors Walter Gubler (1905–1992) zum 1. Januar 1957.